# 胥甲
胥甲（？—？），又称胥甲父，春秋时期晋国的下军佐，胥臣的儿子。
胥臣去世后，他没有继承卿位，箕郑父、士縠、先都、蒯得、梁益耳五将杀死了先克，五将被赵盾杀死，胥甲为下军佐。
前615年冬，秦康公伐晋，与晋国三军在河曲（今山西省永济县）决战。上军佐臾骈献“疲敌”之计，十二月初四晚，秦国下战书，臾骈见秦国使者眼珠乱看、语音失常，认为秦军有意撤退，建议赵盾夜晚截击。结果胥甲和赵穿带头反对，说要掩埋死亡将士的遗体，要按约定的时间作战。结果晋军没有出动，秦军趁夜逃跑。前608年，赵盾称胥甲不服从命令，驱逐他到卫国，立其子年轻有病的胥克。